# Convención Nacional Republicana de 2004
La Convención Republicana de 2004 fue la Convención de nominación presidencial del Partido Republicano de los Estados Unidos, celebrados entre el 30 de agosto y el 2 de septiembre de 2004 en el Madison Square Garden en la Ciudad de Nueva York, Nueva York.
La convención es una serie de reuniones cuatrienales en la cual el partido elige el candidato republicano para Presidente de los Estados Unidos y su plataforma política. Durante la reunión de 2004 participaron 2 509 delegados y 2 344 delegados alternado de los estados, territorios y dependencias de ultramar. La convención marcó la temporada final de las elecciones primarias.
El tema de la convención fue "El cumplimiento de la promesa de los Estados Unidos de construir un mundo más seguro y un país más esperanzador". Los momentos más importantes de la Convención Nacional Republicana de 2004 fueron el discurso de Zell Miller y la confirmación de la candidatura del titular George W. Bush como candidato a la  Presidencia, y del titular Dick Cheney como candidato a vicepresidente. Bush y Cheney se enfrentaron con los candidatos del Partido Democrático John Kerry y John Edwards en las elecciones presidenciales de 2004.

## Resultados

### Miércoles 1 de septiembre

#### Boletas
El Presidente Bush fue nominado al final de la "llamada de la convención" que había empezado el día anterior.
| Voto de la Convención Nacional Republicana de 2004 | Voto de la Convención Nacional Republicana de 2004 | Voto de la Convención Nacional Republicana de 2004 |
| Candidato                                          | Votos                                              | Porcentaje                                         |
| -------------------------------------------------- | -------------------------------------------------- | -------------------------------------------------- |
| George W. Bush                                     | 2,508                                              | 99.96%                                             |
| Abstenciones                                       | 1                                                  | 0.04%                                              |
| Total                                              | 2,509                                              | 100.00%                                            |